# Savigny-en-Septaine

Savigny-en-Septaine este o comună în departamentul Cher, Franța. În 1 ianuarie 2022 avea o populație de 710 de locuitori.